# Дом школы (Бобрицкая улица, Нежин)
Дом школы — памятник архитектуры местного значения в Нежине. Сейчас здесь размещается гимназия № 5 с начальной школой I-II степеней.

## История
Изначально объект был внесён в «список памятников архитектуры вновь выявленных» под названием Земская школа.
Приказом Министерства культуры и туризма от 21.12.2012 № 1566 присвоен статус памятник архитектуры местного значения с охранным № 10003-Чр под названием Дом школы.

## Описание
Дом построен для земской школы в начале 20 века на углу современных улиц Бобрицкой и Воздвиженской.
Одноэтажный, каменный, Т-образный в плане дом, с четырёхскатной крышей. Фасад украшен орнаментальной кирпичной кладкой. Фасад акцентирован пилястрами. Профилированный венчающий «зубчатый» карниз опоясывает здание. В прямоугольных нишах расположены прямоугольные оконные проёмы, украшены наличниками.
Сейчас здесь размещается гимназия № 5 с начальной школой I-II степеней.